# Basilica Ulpia
La basilica Ulpia era, all'epoca della sua costruzione, la più grande basilica di Roma, inserita nel complesso del Foro di Traiano e intitolata alla sua famiglia (il suo nome completo era infatti Marcus Ulpius Traianus).
Oggi è visibile solo il troncone centrale, con l'abside occidentale nascosta sotto via dei Fori Imperiali (arriverebbe alle pendici del monumento a Vittorio Emanuele II) e quella orientale sotto la scalinata di Magnanapoli e gli edifici adiacenti.

## Storia
La basilica fu costruita tra il 107 e il 113, data dell'inaugurazione del Foro di Traiano, da Apollodoro di Damasco su ordine di Traiano.
Oltre alle funzioni forense e commerciale, nella basilica aveva anche luogo, secondo la Forma Urbis, l'attività di manomissione degli schiavi dell'Atrium Libertatis, che fu distrutto per fare spazio alla basilica stessa.
Gli scavi effettuati sotto i crolli delle volte delle navate laterali hanno messo in evidenza che alcune parti della Basilica erano rimaste in piedi fino al XII secolo. L'area della Basilica venne scavata agli inizi del XIX secolo, durante l'occupazione napoleonica di Roma nel settore centrale. L'estremità occidentale delle navate fino all'attacco dell'abside venne scavata negli anni trenta e un settore dell'abside orientale è stato rimesso in luce da scavi condotti dalla Soprintendenza ai beni archeologici di Roma in anni recenti sotto il palazzo Roccagiovine.
Nel 2021 è stato avviato un progetto di anastilosi del secondo ordine della basilica.
| Traiano: Aureo                                                                                     | Traiano: Aureo |
| -------------------------------------------------------------------------------------------------- | --- |
| | |
| IMP Traiano AVG GER DAC P M TR P COS VI P P, busto laureato con drappeggio e corazza verso destra; | La facciata della Basilica Ulpia con tre corpi separati "in avanti", ognuno con base a due colonne; sopra l'epistilio della parte centrale una quadriga trionfale; figure su entrambi i lati a fianco della quadriga; sopra gli epistili laterali ci sono delle bighe; un paio poi di aquile legionarie nella parte più esterna, mentre l'architrave sotto risulta ornata; BASILICA VLPIA in esergo. |
| 7.24 gr, 8 h (zecca di Roma), coniato nel 112.                                                     | |

## Architettura
Si trattava della più grande basilica di Roma: le sue misure erano 170 metri di lunghezza (120 metri senza absidi) e 60 metri di larghezza.

### Esterno
Si affacciava, sopraelevata su tre gradini in marmo giallo antico, su uno dei lati della piazza, di fronte alla monumentale facciata che faceva da sfondo alla colossale statua equestre di Traiano.
La facciata era almeno in parte aperta con un colonnato di ordine corinzio, con fusti scanalati in marmo giallo antico come i gradini, ed era articolata in tre avancorpi sporgenti, quello centrale tetrastilo, a quattro colonne, e i due laterali con due colonne, con fusti in marmo pavonazzetto, come quelli del colonnato, più piccolo, dei portici laterali. Al di sopra dei colonnati correva un attico decorato con statue di Daci in marmo bianco che si alternavano a pannelli con rilievi di cataste di armi, simili a quelli presenti sul basamento della Colonna Traiana. I Daci sorreggevano un coronamento, che sporgeva sopra le sculture e correva anche sugli spazi intermedi, dove erano iscritti i nomi delle legioni che avevano partecipato alle campagne daciche (ne restano frammenti di architravi con iscrizioni). Il motivo riprendeva quello analogo dell'attico delle facciate dei portici laterali, con Daci in pavonazzetto alternati a clipei (scudi) con forse ritratti di personaggi di rango imperiale della storia di Roma.
Le immagini sulle monete ci mostrano che al di sopra dell'attico gli avancorpi ospitavano sculture, probabilmente in bronzo dorato, raffiguranti quadrighe con Vittorie. Si era ipotizzato che qui si trovasse originariamente anche il grande fregio traianeo riciclato in quattro tronconi nell'arco di Costantino: un articolo di Sandro Stucchi sostiene ad esempio che fosse invece sul retro del muro della Basilica verso il cortile della Colonna, dove mancano delle lesene e ci sono tracce sulle fondazioni di un rivestimento a lastre di misure adeguate. In realtà sulla collocazione del fregio non esiste ancora un'ipotesi unanimemente accettata. Dalle fonti sappiamo che il tetto era in origine rivestito da tegole in bronzo dorato, secondo un programma decorativo particolarmente sfarzoso.

### Interno

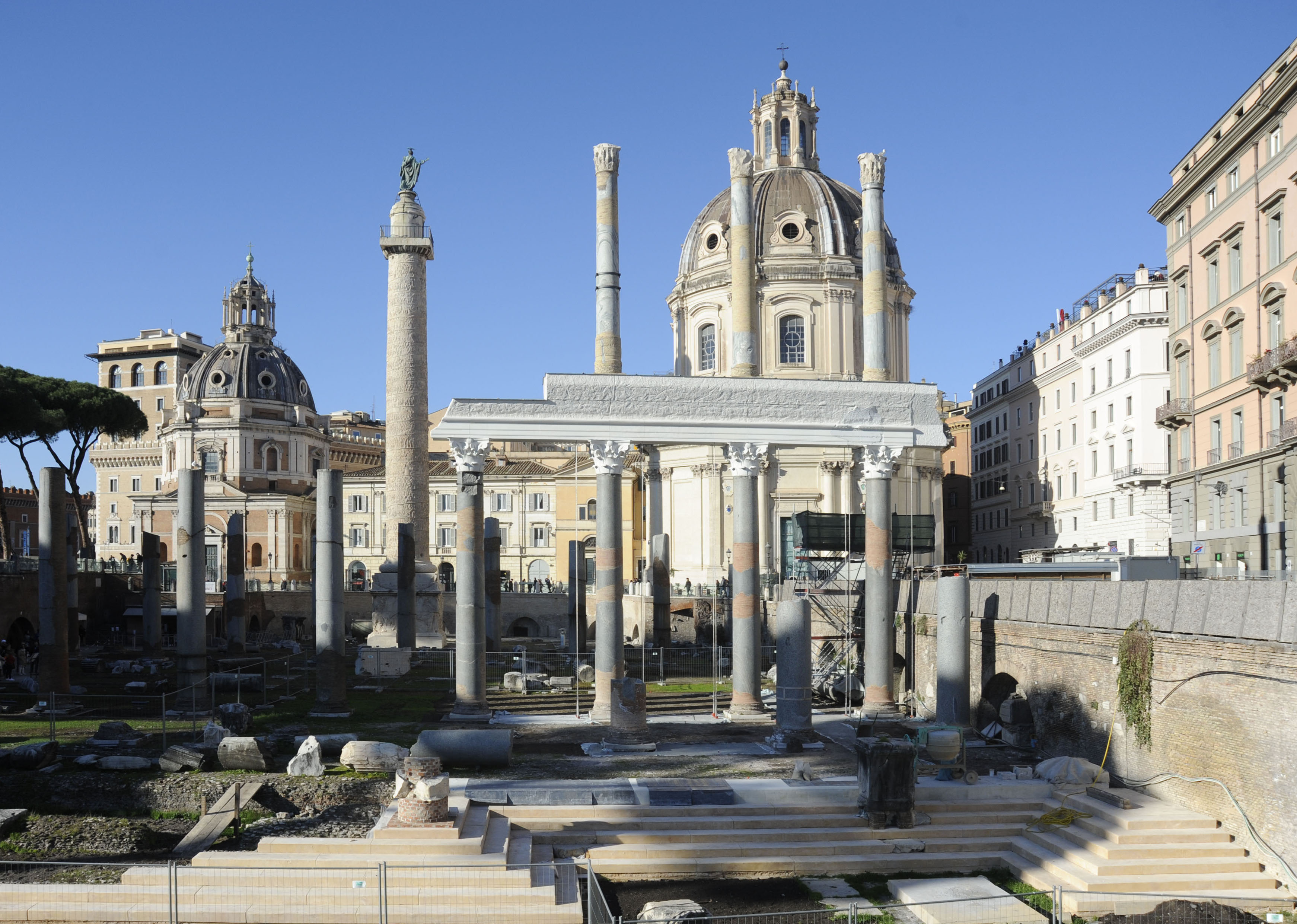
Ricostruzione mediante anastilosi di parte del colonnato

L'interno era articolato in uno vasto spazio centrale (25 m di larghezza), circondato sui quattro lati da 96 colonne con fusti in granito grigio di ordine corinzio e un fregio con Vittorie "tauroctone" (nell'atto di sacrificare tori). Questa navata centrale era circondata da due navate laterali per lato, divise da colonnati sempre in granito grigio. Sui lati corti una terza fila di colonne separava le navate da due absidi semicircolari, con un fregio con sfingi rivolto verso le absidi stesse. La navata centrale era dotata di un secondo piano, con colonne dai fusti lisci in marmo cipollino, e forse anche un terzo ordine, in parte chiuso da muri e in parte aperto su colonnati sui lati corti. Dal secondo piano si poteva assistere ai processi che dovevano avere sede probabilmente nelle absidi.
Le coperture delle navate laterali erano costituite da volte a botte ribassate in laterizio, probabilmente invisibili dall'interno per la presenza di un controsoffitto piano, mentre la navata centrale doveva essere coperta da un grande tetto a capriate lignee, sempre nascosto da un controsoffitto.
Il muro di fondo opposto all'ingresso e il muro di fondo dell'abside erano rivestiti in marmo e decorati da ordini di lesene e semicolonne e la pavimentazione era in marmi colorati, con giallo antico, pavonazzetto e marmo africano. Il pavimento della navata centrale presentava un disegno di cerchi e quadrati, mentre nelle navate laterali si alternavano lastre rettangolari.

## Galleria d'immagini

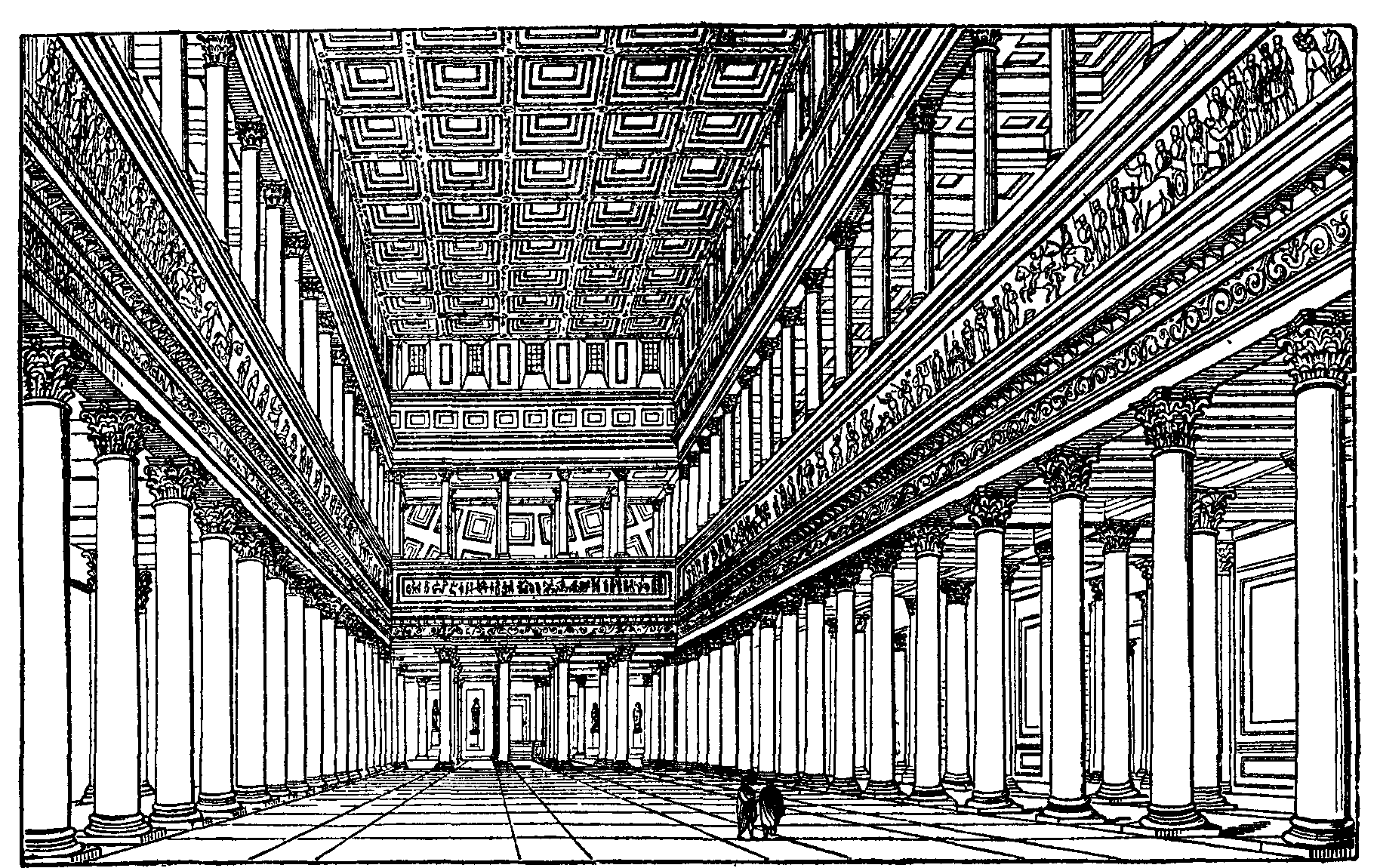
Disegno ricostruttivo dell'interno della Basilica Ulpia (secondo le ipotesi ottocentesche di Canina)
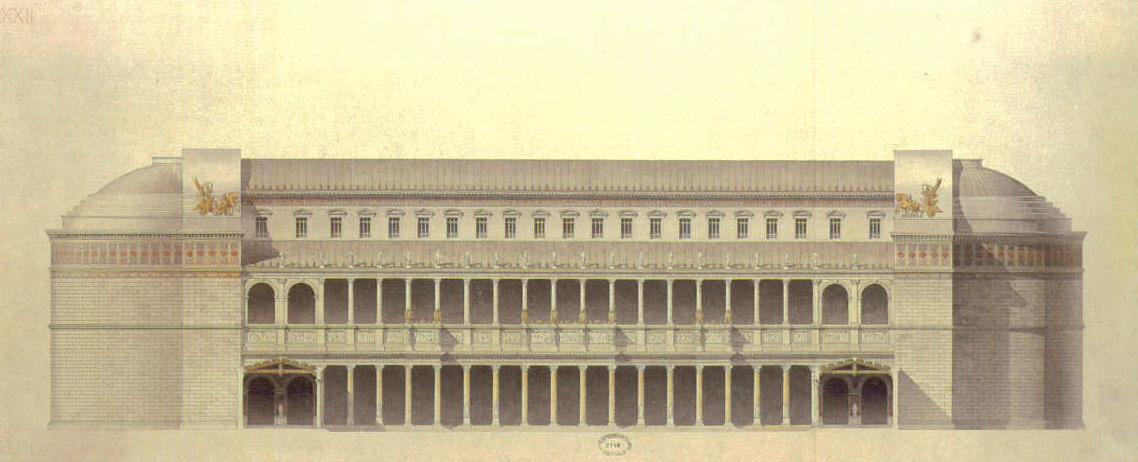
Disegno ricostruttivo della Basilica Ulpia di J. Guadet (ipotesi ottocentesca con le absidi coperte a semicupola)
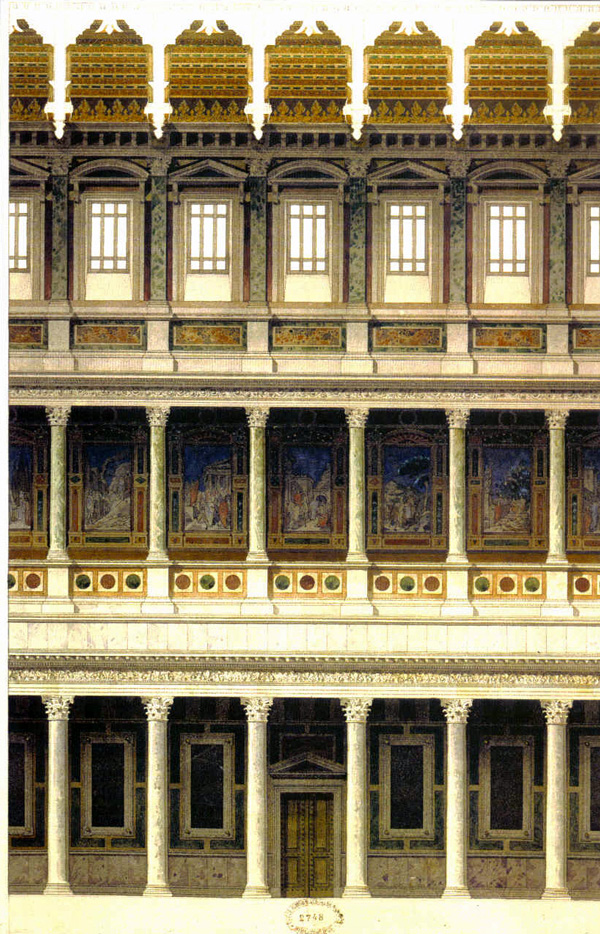
Disegno ricostruttivo di una sezione dell'interno della basilica di J. Guadet
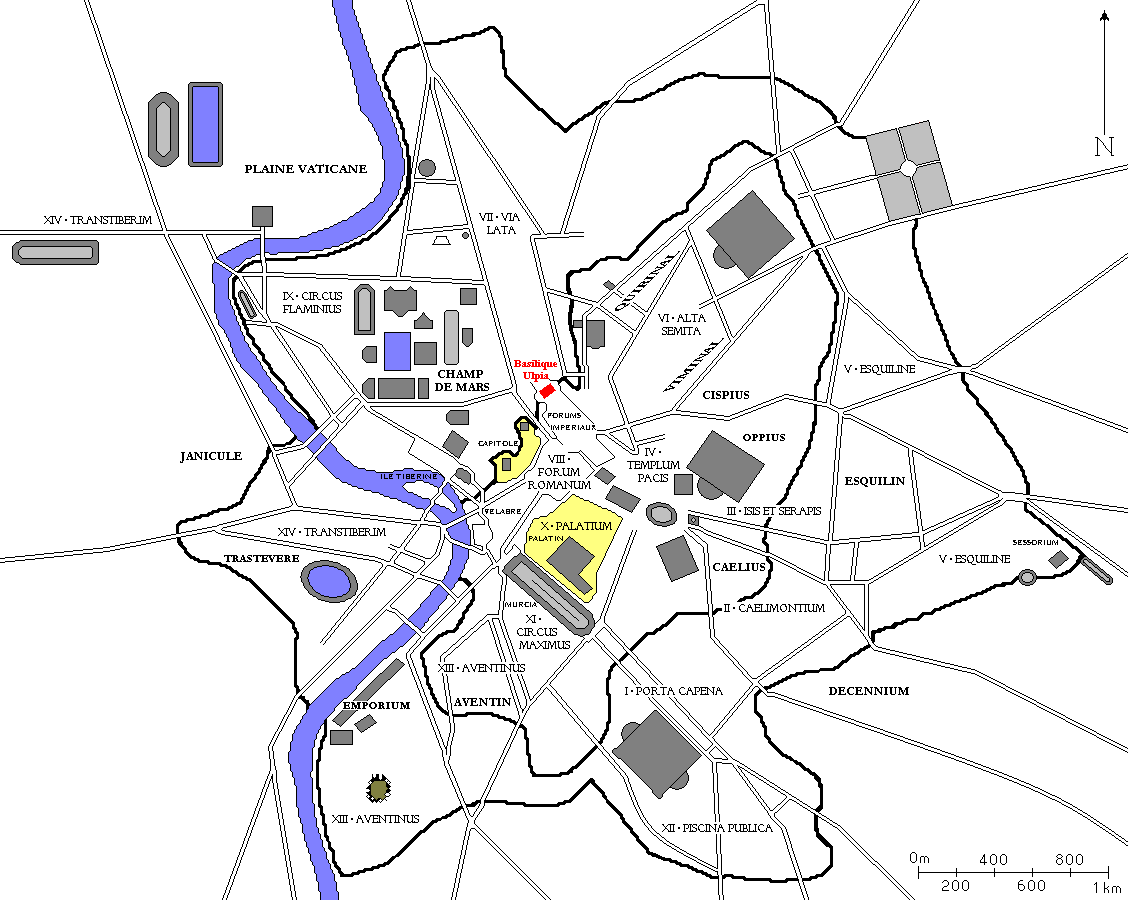
Localizzazione della Basilica.
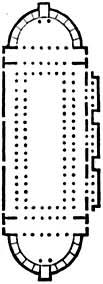
Basilica Ulpia a Roma (pianta ricostruttiva ottocentesca)
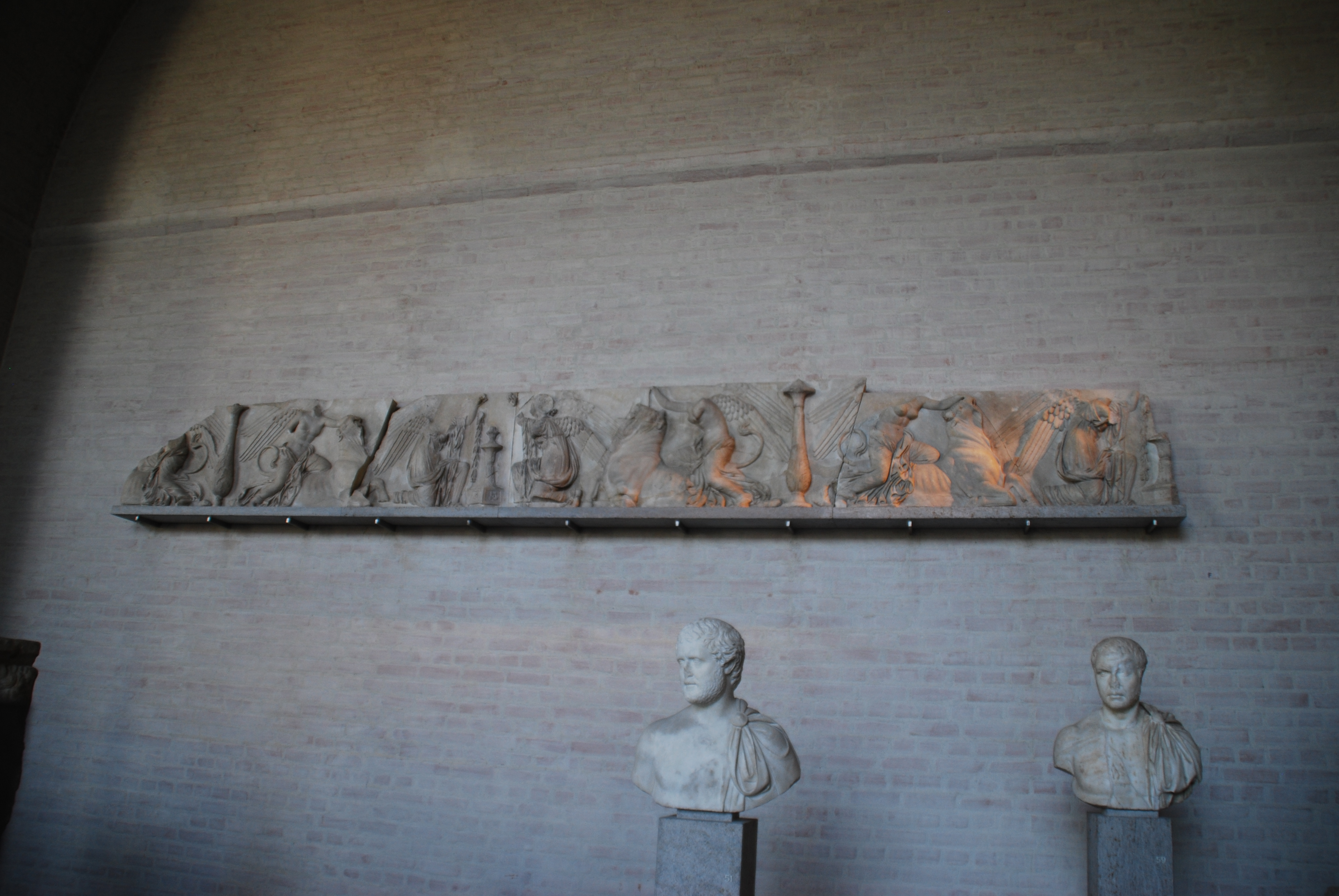
Il fregio con le vittorie tauroctone conservato presso la Gliptoteca di Monaco di Baviera
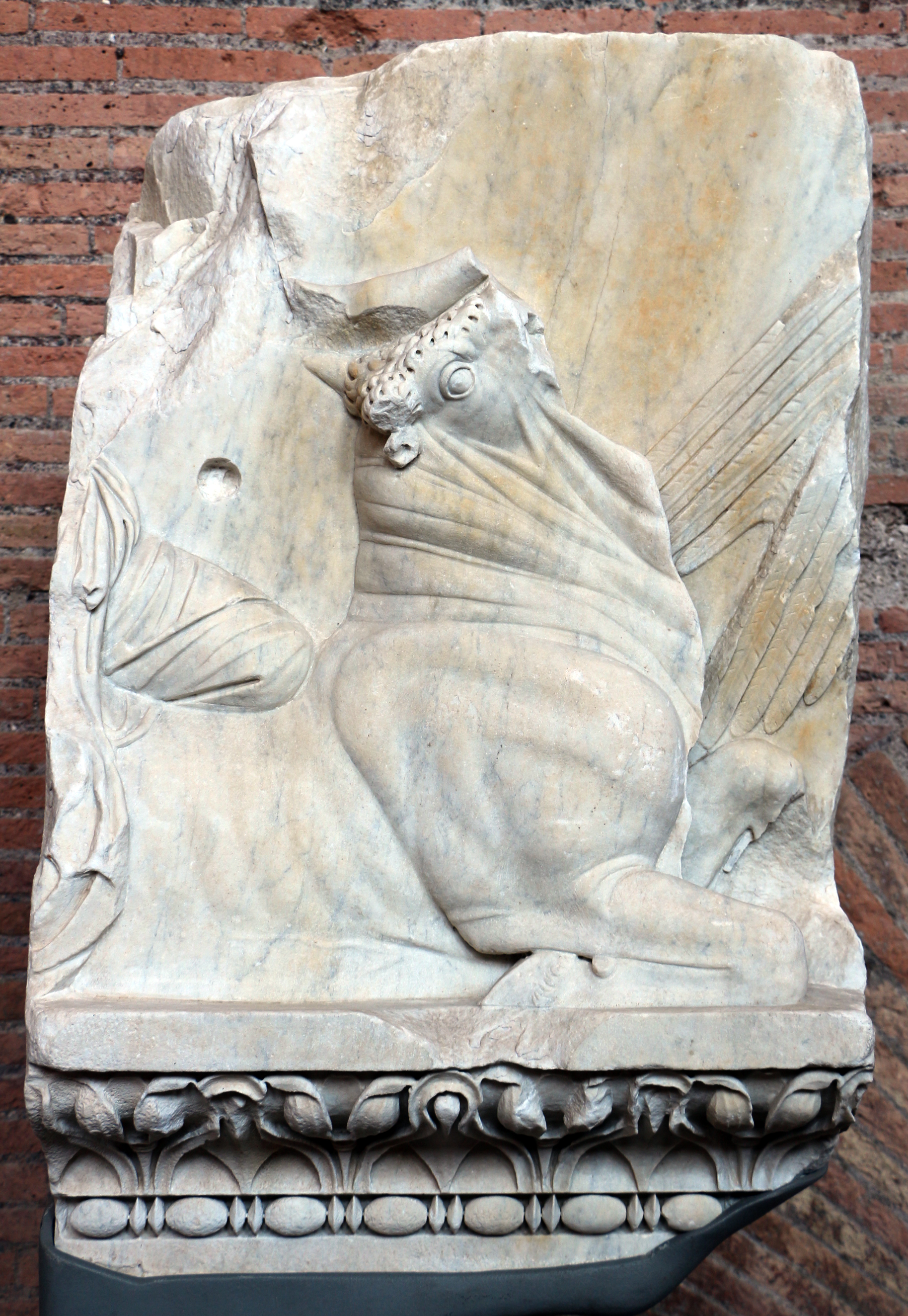
Frammento del fregio con le vittorie tauroctone conservato presso il Museo dei fori imperiali di Roma